# Single numer jeden w roku 1986 (Japonia)
Notowanie Weekly Singles Chart (jap. 週間シングルチャート Shūkan Shinguru Chāto) przedstawia najlepiej sprzedające się single w Japonii. Publikowane jest ono przez magazyn Oricon Style, a dane kompletowane są przez Oricon w oparciu o cotygodniowe wyniki sprzedaży fizycznej singli. Poniżej znajdują się tabele prezentujące najpopularniejsze single w danych tygodniach w roku 1986.

## Oricon Weekly Singles Chart
| Data            | Utwór                                                                  | Wykonawca              | Źródło |
| --------------- | ---------------------------------------------------------------------- | ---------------------- | ------ |
| 6 stycznia      | „Fuyu no Opera Glass” (jap. 冬のオペラグラス)                          | Eri Nitta              | [ 1 ]  |
| 13 stycznia     | „Fuyu no Opera Glass” (jap. 冬のオペラグラス)                          | Eri Nitta              | [ 1 ]  |
| 20 stycznia     | „Fuyu no Opera Glass” (jap. 冬のオペラグラス)                          | Eri Nitta              | [ 1 ]  |
| 27 stycznia     | „Fuyu no Opera Glass” (jap. 冬のオペラグラス)                          | Eri Nitta              | [ 1 ]  |
| 3 lutego        | „Banana no namida” (jap. バナナの涙)                                   | Ushiroyubi Sasare-gumi | [ 1 ]  |
| 10 lutego       | „Kuchibiru Network” (jap. くちびるNetwork)                             | Yukiko Okada           | [ 1 ]  |
| 17 lutego       | „DESIRE -Jōnetsu-” (jap. DESIRE -情熱-)                                | Akina Nakamori         | [ 1 ]  |
| 24 lutego       | „Broken Sunset”                                                        | Momoko Kikuchi         | [ 1 ]  |
| 3 marca         | „Jā ne” (jap. じゃあね)                                                | Onyanko Club           | [ 1 ]  |
| 10 marca        | „Kisetsu hazure no koi” (jap. 冬のオペラグラス)                        | Akie Yoshizawa         | [ 1 ]  |
| 17 marca        | „Kisetsu hazure no koi” (jap. 冬のオペラグラス)                        | Akie Yoshizawa         | [ 1 ]  |
| 24 marca        | „My Revolution”                                                        | Misato Watanabe        | [ 1 ]  |
| 31 marca        | „Aoi Stasion” (jap. 青いスタスィオン)                                  | Sonoko Kawai           | [ 1 ]  |
| 7 kwietnia      | „Aoi Stasion” (jap. 青いスタスィオン)                                  | Sonoko Kawai           | [ 1 ]  |
| 14 kwietnia     | „Watashi wa Rika-chan” (jap. 私は里歌ちゃん)                           | Nyangiras              | [ 1 ]  |
| 21 kwietnia     | „Koi no Rope o hodokanaide” (jap. 恋のロープをほどかないで)            | Eri Nitta              | [ 1 ]  |
| 28 kwietnia     | „Koi no Rope o hodokanaide” (jap. 恋のロープをほどかないで)            | Eri Nitta              | [ 1 ]  |
| 5 maja          | „Otto CHIKAN!” (jap. おっとCHIKAN!)                                    | Onyanko Club           | [ 1 ]  |
| 12 maja         | „Zō-san no Scanty” (jap. 象さんのすきゃんてぃ)                         | Ushiroyubi Sasare-gumi | [ 1 ]  |
| 19 maja         | „Natsu o matenai” (jap. 夏を待てない)                                  | Sayuri Kokusho         | [ 1 ]  |
| 26 maja         | „Natsuiro kataomoi” (jap. 夏色片想い)                                  | Momoko Kikuchi         | [ 1 ]  |
| 2 czerwca       | „Kaze no Invitation” (jap. 風のInvitation)                             | Satomi Fukunaga        | [ 1 ]  |
| 9 czerwca       | „Gypsy Queen” (jap. ジプシー・クイーン)                                | Momoko Kikuchi         | [ 1 ]  |
| 16 czerwca      | „Song for U.S.A.”                                                      | The Checkers           | [ 1 ]  |
| 23 czerwca      | „Ajisai bashi” (jap. あじさい橋)                                       | Sanae Jōnouchi         | [ 1 ]  |
| 30 czerwca      | „Jibun de yū no mo nandesu keredo” (jap. 自分でゆーのもなんですけれど) | Nyangiras              | [ 1 ]  |
| 7 lipca         | „Cinderella-tachi e no dengon” (jap. シンデレラたちへの伝言)           | Mamiko Takai           | [ 1 ]  |
| 14 lipca        | „Saikai no Labyrinth” (jap. 再会のラビリンス)                          | Sonoko Kawai           | [ 1 ]  |
| 21 lipca        | „Daimond Eyes” (jap. ダイヤモンド・アイズ)                             | Shōnen-tai             | [ 1 ]  |
| 28 lipca        | „Hitomi ni yakusoku” (jap. 瞳に約束)                                   | Minayo Watanabe        | [ 1 ]  |
| 4 sierpnia      | „Osaki ni shitsurei” (jap. お先に失礼)                                 | Onyanko Club           | [ 1 ]  |
| 11 sierpnia     | „Fushigi na tejina no yō ni” (jap. 不思議な手品のように)               | Eri Nitta              | [ 1 ]  |
| 18 sierpnia     | „Skipped Beat” (jap. スキップ・ビート)                                 | Kuwata Band            | [ 1 ]  |
| 25 sierpnia     | „Noble red no shunkan” (jap. ノーブルレッドの瞬間)                     | Sayuri Kokusho         | [ 1 ]  |
| 1 września      | „Aozora no kakera” (jap. 青空のかけら)                                 | Yuki Saitō             | [ 1 ]  |
| 8 września      | „Nagisa no kagi kakko” (jap. 渚の『・・・・・』)                       | Ushiroyubi Sasare-gumi | [ 1 ]  |
| 15 września     | „Say Yes!”                                                             | Momoko Kikuchi         | [ 1 ]  |
| 22 września     | „Kagami no naka no watashi” (jap. 鏡の中の私)                          | Akie Yoshizawa         | [ 1 ]  |
| 29 września     | „Melody” (jap. メロディ)                                               | Mamiko Takai           | [ 1 ]  |
| 6 października  | „Fin”                                                                  | Akina Nakamori         | [ 1 ]  |
| 13 października | „CHA-CHA-CHA”                                                          | Akemi Ishii            | [ 1 ]  |
| 20 października | „Shinkokyū shite” (jap. 深呼吸して)                                    | Marina Watanabe        | [ 1 ]  |
| 27 października | „Yuki no kaerimichi” (jap. 雪の帰り道)                                 | Minayo Watanabe        | [ 1 ]  |
| 3 listopada     | „Kanashii yoru o tomete” (jap. 悲しい夜を止めて)                       | Sonoko Kawai           | [ 1 ]  |
| 10 listopada    | „Koi wa Question” (jap. 恋はくえすちょん)                              | Onyanko Club           | [ 1 ]  |
| 17 listopada    | „ONE DAY”                                                              | Kuwata Band            | [ 1 ]  |
| 24 listopada    | „Naisho de roman eiga” (jap. 内緒で浪漫映画)                           | Eri Nitta              | [ 1 ]  |
| 1 grudnia       | „Waza-ari!” (jap. 技ありっ!)                                           | Ushiroyubi Sasare-gumi | [ 1 ]  |
| 8 grudnia       | „Ballad no yō ni nemure” (jap. バラードのように眠れ)                   | Shōnen-tai             | [ 1 ]  |
| 15 grudnia      | „Ano natsu no Bike” (jap. あの夏のバイク)                              | Sayuri Kokusho         | [ 1 ]  |
| 22 grudnia      | „Naimo no nedari no I Want You” (jap. ないものねだりのI Want You)      | C-C-B                  | [ 1 ]  |
| 29 grudnia      | „Yakusoku” (jap. 約束)                                                 | Mamiko Takai           | [ 1 ]  |